# SiCKO
SiCKO (no Brasil SiCKO: SOS Saúde) é um documentário estadunidense dirigido, produzido e protagonizado por Michael Moore, lançado em 2007, sobre o sistema de saúde nos Estados Unidos. Michael Moore compara o sistema de saúde dos Estados Unidos, protagonizado pelas companhias privadas de seguro-saúde, com os sistemas de saúde universais de países como França, Canadá, Reino Unido e Cuba.
Com 9 milhões de dólares, aproximadamente, de orçamento, o documentário faturou pelo menos 25 milhões apenas nos Estados Unidos, excedendo às expectativas da The Weinstein Company.

## Sinopse
Sicko mostra que cerca de 50 milhões de norte-americanos não possuem plano de saúde. Enquanto isso, aqueles que o possuem, são normalmente vítimas de fraude das companhias ou falta de cobertura. O sistema de saúde dos Estados Unidos está classificado no trigésimo sétimo lugar, no ranking de 191 países da Organização Mundial da Saúde, por possuir alguns índices, como mortalidade infantil e expectativa de vida, igual a países menos desenvolvidos. Neste documentário entrevistas foram feitas com vários cidadãos que pensavam possuir cobertura de seus planos, mas não puderam ter acesso ao tratamento. Antigos funcionários de companhias de planos de saúde descrevem as iniciativas para o corte de custos, dando bônus aos funcionários e médicos que encontrassem formas de aumentar o lucro das empresas, negando tratamentos e procedimentos em seus clientes.
No Canadá, um cidadão descreve o caso de Tommy Douglas, considerado o maior canadense de 2004, por suas contribuições ao sistema único de saúde do país. Michael Moore também entrevista pacientes em salas de espera de pronto-socorros e ambulatórios de um hospital público do Canadá. Enquanto isso, os defensores do sistema de saúde dos Estados Unidos se opõem ao sistema universal de atendimento, fincados no contexto dos anos 50 e sua perseguição por comunistas, alegando que um sistema universal levaria à perda de direitos e ao socialismo. Em contrapartida, Michael Moore mostra outros serviços públicos do país como os correios, polícia, bombeiros, ensino e bibliotecas que não levaram o país ao comunismo.
As origens do Health Maintenance Organization Act, de 1973, remonta à uma conversa gravada entre o presidente Richard Nixon e John Ehrlichman, em 17 de setembro de 1971. John Ehrlichman argumenta que "quando menos cuidado de saúde você der a eles, mais dinheiro eles vão lhe gerar", elogiado por Nixon como "nada mal". Isso levou à expansão do atual serviço de saúde mantido por seguradoras e empresas de planos de saúde. O lobby da indústria farmacêutica também foi grande junto ao congresso para a manutenção desse sistema. Hillary Clinton é mostrada no documentário como uma defensora do plano de saúde de Bill Clinton, na época em que ele era presidente, mas seus esforços foram fortemente criticados pelos republicanos, no Capitólio e pela mídia da ala direitista, de que o plano era um primeiro passo para o socialismo.
No Reino Unido existe o Serviço Nacional de Saúde, um sistema financiado pelo governo, onde Michael Moore entrevista pacientes e questiona sobre as despesas dos hospitais com as pessoas, apenas para lhe dizerem que não há nenhuma cobrança feita aos pacientes. Em uma típica farmácia pública, os farmacêuticos dão remédios de graça para todas as pessoas da Irlanda do Norte, Escócia e Gales, menores de 16 anos, estudantes de período integral de 16 a 17 anos, desempregados, pessoas com deficiência e idosos com mais de 60 anos na Inglaterra, tudo com subsídio do governo. Além disso, os hospitais possuem um caixa que reembolsa pacientes de baixa renda pelo transporte até o hospital. As entrevistas incluem um usuário do sistema de saúde, uma norte-americana que reside em Londres e o político britânico Tony Benn.
Na França, Moore visita um hospital e entrevista o chefe de ginecologia e obstetrícia, além de um grupo de norte-americanos residentes em Paris. Ele passa um dia com o "SOS Médecins", um serviço médico 24 horas, que vai de casa em casa fazendo atendimentos médicos. Ele descobre que o governo francês provê muitos serviços sociais e direitos junto ao sistema universal de saúde, como cuidados diários a 1 dólar por hora, educação gratuita nas universidades e um mínimo de cinco semanas pagas de férias, além de suporte neonatal, cuidados com a casa e até férias pagas para as novas mães.
De volta aos Estados Unidos, Moore entrevista voluntários que trabalharam no marco zero dos ataques de 11 de setembro de 2001 e como eles tiveram fundos para tratamento de saúde negados pelo governo, desenvolvendo diversas doenças para as quais não tinham como tratar como problemas respiratórios, bruxismo e transtorno de estresse pós-traumático. Incapazes de arcar com os custos em seu país, Michael Moore leva os voluntários até Miami e de lá pegam barcos rumo à Base Naval da Baía de Guantánamo, na tentativa de conseguir atendimento para heróis norte-americanos. Com um megafone, Moore pede que eles recebam tratamento igual ao que os prisioneiros estão recebendo, mas sirenes o expulsam da baía. O grupo segue para a capital de Cuba, Havana, onde são prontamente internados no Hospital Hermanos Ameijeiras, sem nenhum custo, para exames e tratamento, dando apenas nomes e datas de nascimento. Antes de partir, eles ainda foram homenageados pelo corpo de bombeiros de Havana.
Finalmente, Moore se dirige ao público, enfatizando que as pessoas deveriam cuidar umas das outras, não importa as diferenças entre elas, demonstrando seu comprometimento pessoal com o tema. Assim, ele decide ajudar Jim Kenefick, um de seus principais opositores, que precisava de 12 mil dólares para custear o tratamento médico da esposa. Ele faz uma doação anônima para Jim, para que ele não dependa do sistema de saúde do país. O documentário termina com Moore em frente ao Capitólio, com um cesto de roupas sujas, ironizando que o governo poderia lavar suas roupas enquanto ele aguardava por dias melhores para os doentes que não tinham condições de pagar por um plano de saúde.

## Lançamento

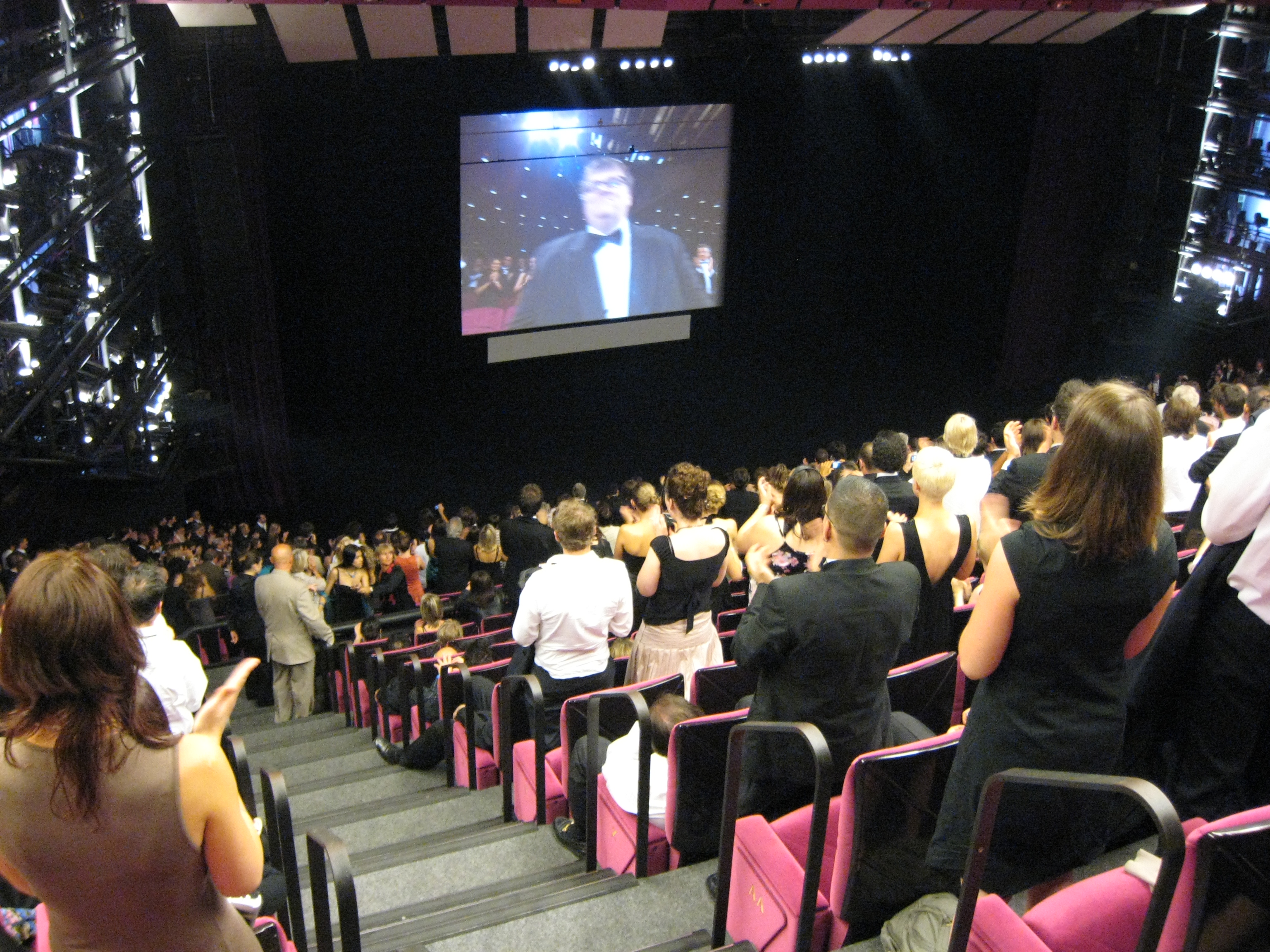
Michael Moore no Festival de Cannes ovacionado pela audiência por Sicko

SiCKO foi lançado em 19 de maio de 2007, no Festival de Cannes, recebendo 17 minutos de palmas em pé dos 2 mil convidados no Grand Theatre Lumiere. O lançamento norte-americano foi em London, Ontário, em 8 de junho de 2007, com a presença de Moore, pois foi nessa região em que ele entrevistou pacientes. O documentário também estreou em Washington, D.C., em 20 de junho de 2007, dois dias antes da estreia oficial nos cinemas, com Moore em uma coletiva de impressa no Capitólio.
A estreia europeia foi no Reino Unido em 24 de outubro de 2007, na Odeon Leicester Square, como parte do 51º Festival de Cinema de Londres. Moore não estava presente devido a problemas pessoais, mas enviou uma carta em agradecimento, em especial agradecendo a Tony Benn, que fez um breve discurso antes da exibição.

## Faturamento
Com um orçamento de apenas 9 milhões de dólares, o documentário faturou 4,5 milhões de dólares apenas no fim de semana de estreia. Ele estreou em 441 salas de cinema, levando uma média de dez mil pessoas por sala, a segunda maior audiência de um final de semana. Em 24 de fevereiro de 2008, SiCKO já tinha alcançado 25 milhões de dólares nos Estados Unidos, mais 11 milhões pelo mundo. Ao todo, foram 36 milhões de dólares de faturamento, tendo sido também um grande sucesso em DVD, com 60 milhões de vendas.

## Críticas
Segundo o site Rotten Tomatoes, o documentário tem 93% de aprovação da audiência, baseada em 181 resenhas. O Metacritic estipula que ele alcança a pontuação de 74, que vai até 100, com base em 39 resenhas. Após o lançamento em Cannes, a revista Variety descreveu SiCKO como "uma afectiva e divertida dissecção da indústria americana de cuidados de saúde".
Ele também foi listado com o quarto melhor filme de 2007 por Carina Chocano do Los Angeles Times.

## Prêmios
SiCKO foi indicado ao Oscar de Melhor Documentário. Foi homenageado pela Associação de Críticos Australianos como Melhor Documentário, em 2007.